# Ionel Pantea
Ionel Pantea (* 7. August 1941 in Timișoara) ist ein rumänischer Bassbariton und Opernregisseur. Er gewann 1966 den Internationalen Schumann-Wettbewerb in Zwickau im Fach Gesang.

## Leben und Werk
Pantea studierte an den Musikakademien in Cluj (Klausenburg) und Wien sowie am Seminar für Alte Musik in Brügge. Seine Lehrer waren Stella Simonetti, Albert D’André, Emmie Sittner, Alexander Kolo und Eric Werba. Er gewann 1966 den ersten Preis beim Internationalen Gesangswettbewerb Robert Schumann in Zwickau und weitere Preise bei den Musikwettbewerben Viñas und Maria Canals in Barcelona, George Enescu in Bukarest, beim internationalen Gesangswettbewerb von Genf und beim ARD-Wettbewerb in München (2. Preis, 1970).
Er wirkte ab 1964 als Professor an der Opernklasse in Cluj. 1981 wurde er dort zum Operndirektor ernannt. 1985 zwangen ihn die rumänischen Behörden, das Land zu verlassen. Bei der Ausreise wurde ihm ein Pass als Staatenloser ausgestellt, der für alle Länder außer Rumänien gültig war. Da er in Luxemburg bekannt und geschätzt war, wurde er als Neubürger aufgenommen. Er lehrte daraufhin an der Opernklasse des Konservatoriums für dramatische Musik und Kunst in Luxemburg. Er unterrichtete auch am Opernstudio in Budapest. Von 2002 bis 2007 war er künstlerischer Direktor an der ungarischen Staatsoper in Budapest, in deren Verwaltungsrat er auch aktiv war. Am selben Hause trat er als Solist in Mozarts Don Giovanni, Cosi fan tutte, La clemenza di Tito und in Lady Macbeth of the Mtsensk District von Dmitri Schostakowitsch auf. Von 2006 bis 2013 hat er als Operndirektor ein pädagogisches Opernprojekt für Studenten mit Opernaufführungen in Bukarest geleitet. Im Herbst 2007 kehrte Pantea von Luxemburg nach Rumänien zurück. Von 2007 bis 2010 wirkte er als Professor der Master Degree Music Academy in Cluj.
Er wirkte bei zahlreichen Musikfestivals wie in Abtei La Chaise-Dieu, Bregenz, Salzburg, Wien, Budapest, Bukarest, Prag, Echternach, Macao, Açores, Edinburgh, Auckland und weiteren mit. Pantea gab Meisterkurse in Luxembourg, Prag, Cracow, Budapest, Bukarest, Riga, Casa Mateus, Cluj, Oakland, Vancouver, Taipeh und weiteren Städten. Er hat zahlreiche Tonträger und Videos mit Schubert-Liedern, Mozart, Haydn, Beethoven, Wolf, Wagner, Verdi, Dvorak, Prokofiev, Bartok, Enescu, Hager Werken aufgenommen.

## Ehrungen
Pantea ist Ehrenbürger von Bukarest, Träger des Verdienstordens von Luxemburg und von Rumänien. Er erhielt den Doctor Honoris Causa der Universitäten von Cluj and Temeswar (2006).